# 綠色氣候基金
绿色气候基金（Green Climate Fund，GCF）是一家在联合国气候变化框架公约框架内设立的基金，以协助发展中国家采取措施來应对气候变化。綠色氣候基金成立於2010年，总部位於韩国仁川。它由一个24名成员组成的董事会來管理，此外基金會還有一个秘书处。

## 外部鏈接
- 官方网站